# الدوري الكويتي 2000–01
أقيمت بطولة الدوري الكويتي التاسعة والثلاثين في موسم 2000/2001، وقد شارك في البطولة 8 فرق، وقد حقق نادي الكويت لقب البطولة للمرة السابعة في تاريخه والأولى منذ موسم 1978/1979.

## ترتيب الفرق
| الفريق                | لعب | فاز | تعادل | خسر | له | عليه | النقاط |
| --------------------- | --- | --- | ----- | --- | -- | ---- | ------ |
| نادي الكويت           | 14  | 8   | 4     | 2   | 22 | 11   | 28     |
| نادي السالمية         | 14  | 7   | 3     | 4   | 21 | 15   | 24     |
| نادي العربي الكويتي   | 14  | 6   | 6     | 2   | 15 | 10   | 24     |
| نادي كاظمة            | 14  | 5   | 6     | 3   | 15 | 11   | 21     |
| نادي القادسية الكويتي | 14  | 5   | 4     | 5   | 21 | 17   | 19     |
| نادي النصر الكويتي    | 14  | 5   | 2     | 7   | 11 | 15   | 17     |
| نادي التضامن الكويتي  | 14  | 4   | 4     | 6   | 16 | 20   | 16     |
| نادي الجهراء          | 14  | 0   | 3     | 11  | 10 | 32   | 3      |

## هداف الدوري
- فرج لهيب (الكويت) وبشار عبد الله (السالمية) 10 أهداف

## أرقام من البطولة
- أكثر الفرق تحقيقا للفوز هو نادي الكويت بثمانية انتصارات.
- أقل الفرق تحقيقا للفوز هو نادي الجهراء حيث لم يفز.
- أكثر الفرق تحقيقا للتعادل هو نادي كاظمة ب6 تعادلات.
- أقل الفرق تحقيقا للتعادل هو نادي النصر الكويتي بتعادلين.
- أكثر الفرق تعرضا للخسارة هو نادي الجهراء ب11 هزيمة.
- أقل الفرق تعرضا للخسارة هما نادي الكويت ونادي العربي الكويتي بهزيمتين.
- أكثر الفرق تسجيلا للأهداف هو نادي الكويت ب22 هدف.
- أقل الفرق تسجيلا للأهداف هو نادي الجهراء ب10 أهداف.
- أكثر الفرق تعرضا للأهداف هو نادي الجهراء ب32 هدف.
- أقل الفرق تعرضا للأهداف هو نادي العربي الكويتي ب10 أهداف.